# Église Santo Stefano de Murano

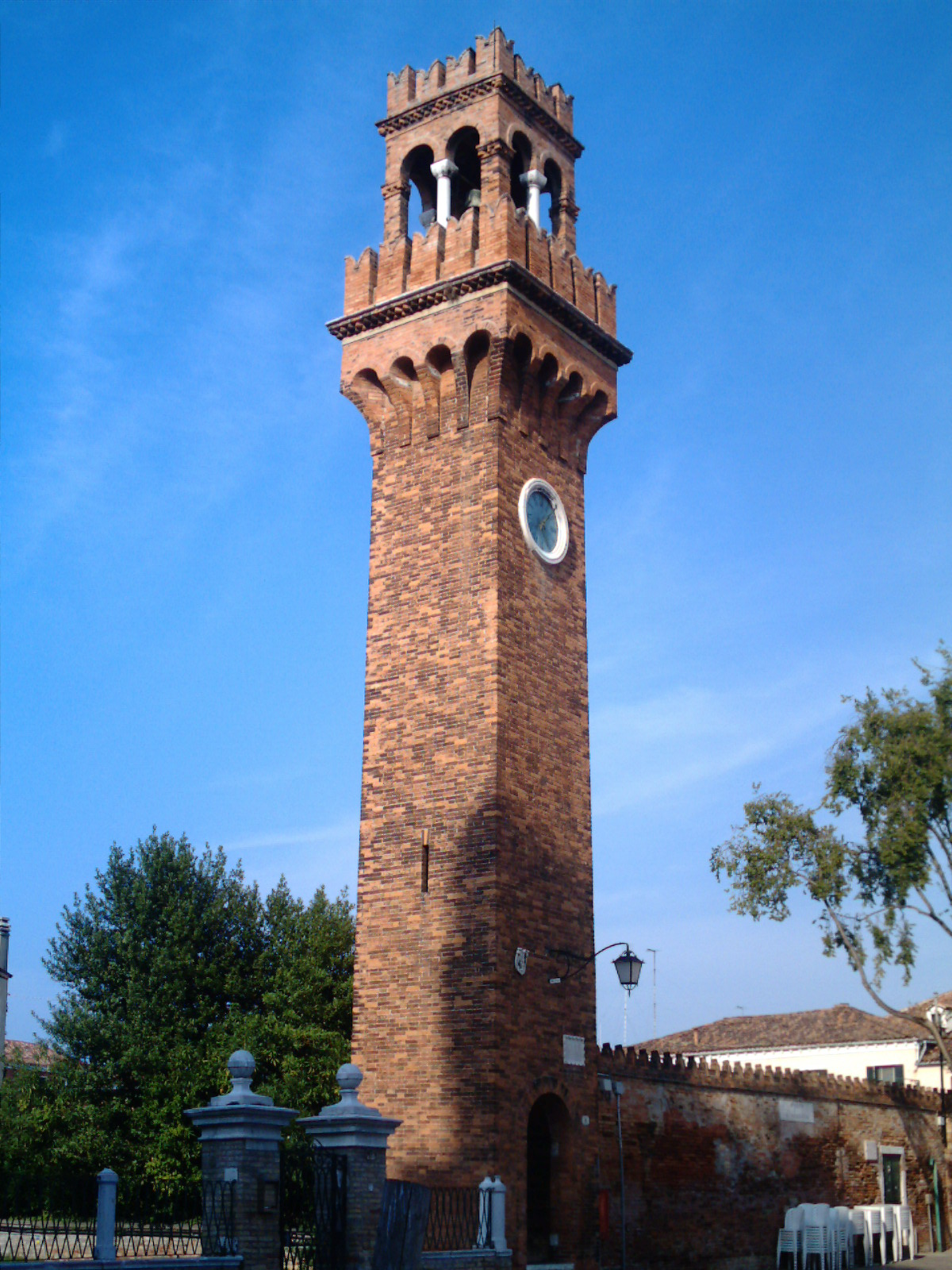
Le campanile, principal reste de S.Stefano

L'église Santo Stefano (église Saint-Étienne) fut une église catholique de Venise, en Italie.

## Localisation
L'église Santo Stefano fut située sur l'île de Murano, le long du rio dei Vetrai.
Il subsiste des restes de sa chapelle des Saints-Sacrements (SS. Sacramento) et le campanile.

## Historique
La tradition veut que la première édification eut lieu au XIe siècle.
L'église fut édifiée par des ermites de l'ordre de Saint-Augustin, de 1294 à 1325. 
Elle subit une rénovation importante en 1374 et une restauration en 1532. Au XVIe siècle, le monastère de l'ordre de Saint-Jérôme y fut annexé.

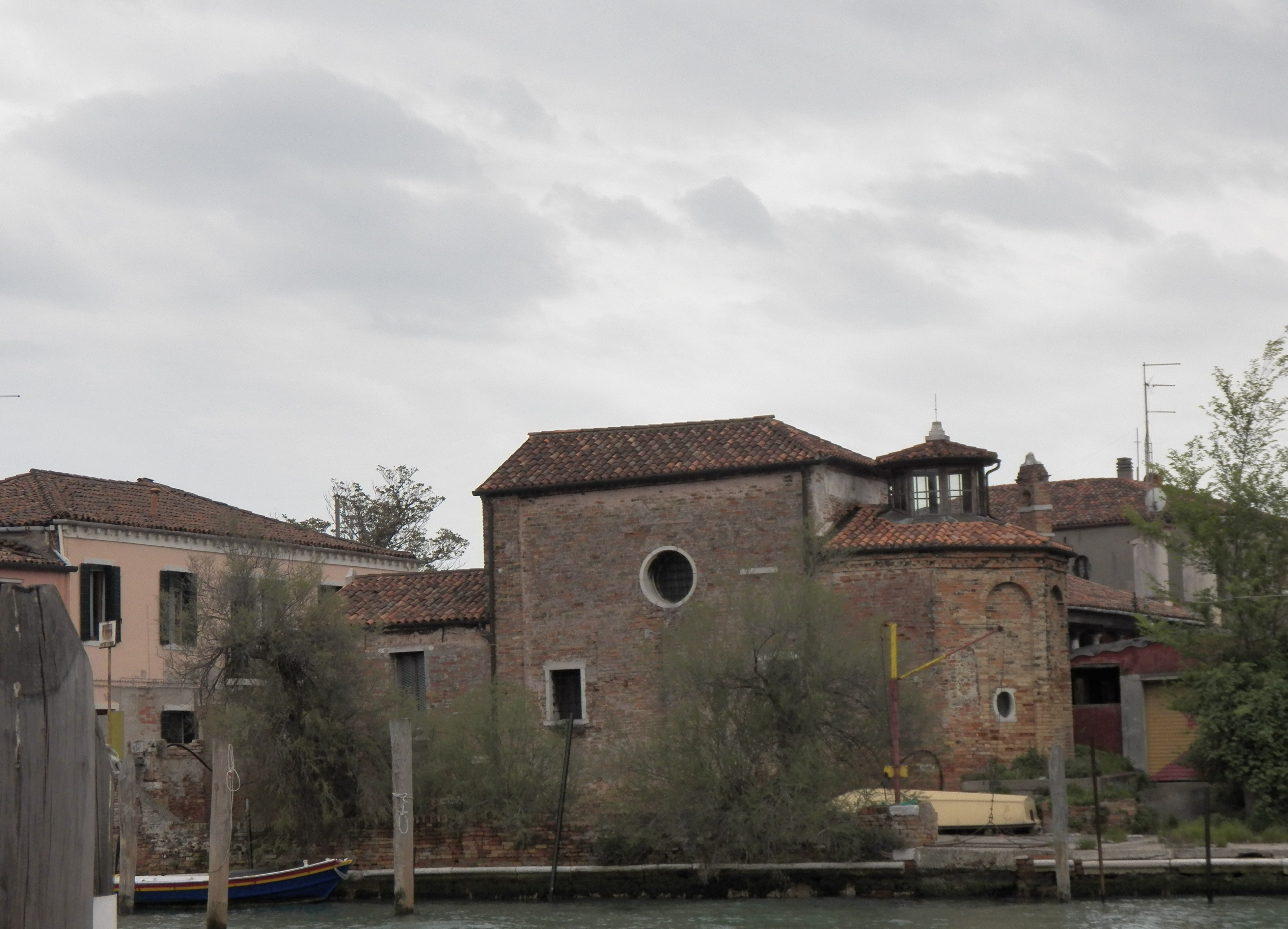
Chapelle désaffectée, reste d'une église plus importante .Ile de Murano (Venise)

La façade fut refaite en 1722.

## Description
Église à triple nef, divisée par des colonnes en marbre avec sept chapelles. La nef principale est orientée et les deux latérales (dédiées resp. aux Saint Sacrements et à la Vierge) embellies de peintures comme aussi d'autres murs de l'église.
Le pavement apparaît à l'époque antique et mal joint. Le baptistère était à la gauche de la porte principale; les deux portes voisines avec le portail.

## Personnes inhumées
- Cardinal Jean de Bertrand, sous les orgues.